# Wish I Had an Angel
Wish I Had An Angel (англ. «Якби я мав янгола») — другий сингл фінського симфо-метал гурту Nightwish, випущений у 2004 році для п'ятого студійного альбому «Once». Вокальні партії в пісні виконують Марко Гієтала та Тар'я Турунен. Пісня так само виконується Анетт Ользон і часто використовується як остання пісня шоу.
Пісня ввійшла до саундтреку фільму жахів «Один у темряві», який вийшов у 2005 році, що зробило цей сингл одним із найпопулярніших, як у Європі, так і в Сполучених Штатах, а потім і сингл Nemo. Вони зробили його для двох фільмів у США. Сингл досяг 60-ї позиції в чарті Великої Британії, чого не міг домогтися жоден із попередніх синглів групи.
Кліп на пісню зрежисирував Уве Болл.

## Список композицій
|   | Назва                                   | Автор                                    | Тривалість |
| - | --------------------------------------- | ---------------------------------------- | ---------- |
| 1 | «Wish I Had An Angel (Album Version)»   | Туомас Голопайнен                        | 4:08       |
| 2 | «Ghost Love Score (Instrumental Score)» | Туомас Голопайнен                        | 10:07      |
| 3 | «Where Were You Last Night»             | Тім Норелл, Ола Хакасон и Олександр Бард | 3:52       |
| 4 | «Wish I Had An Angel (Demo Version)»    | Туомас Голопайнен                        | 4:08       |

## Чарти
| Чарт            | Пікова позиція |
| --------------- | -------------- |
| Фінляндія       | 1              |
| Португалія      | 8              |
| Іспанія         | 10             |
| Швеція          | 11             |
| Норвегія        | 19             |
| Німеччина       | 36             |
| Швейцарія       | 40             |
| Австрія         | 47             |
| Велика Британія | 60             |
| Нідерланди      | 65             |

## Учасники
- Туомас Голопайнен — композитор, клавишні
- Емппу Вуорінен — гітара
- Юкка Невалайнен — ударні
- Тар'я Турунен — вокал
- Марко Гієтала — бас-гітара